# Grand Prix Formule 1 van Azerbeidzjan 2018
De Grand Prix Formule 1 van Azerbeidzjan 2018 werd gehouden op 29 april op het Baku City Circuit. Het was de vierde race van het seizoen 2018.

## Vrije trainingen

### Uitslagen
- Er wordt enkel de top-5 weergegeven.

| Vrije training 1 | Pos | No | Coureur          | Constructeur         | Tijd     |
| ---------------- | --- | -- | ---------------- | -------------------- | -------- |
| Vrije training 1 | 1   | 77 | Valtteri Bottas  | Mercedes             | 1:44.242 |
| Vrije training 1 | 2   | 3  | Daniel Ricciardo | Red Bull-TAG Heuer   | 1:44.277 |
| Vrije training 1 | 3   | 11 | Sergio Pérez     | Force India-Mercedes | 1:45.075 |
| Vrije training 1 | 4   | 44 | Lewis Hamilton   | Mercedes             | 1:45.200 |
| Vrije training 1 | 5   | 31 | Esteban Ocon     | Force India-Mercedes | 1:45.237 |
| Vrije training 2 | Pos | No | Coureur          | Constructeur         | Tijd     |
| Vrije training 2 | 1   | 3  | Daniel Ricciardo | Red Bull-TAG Heuer   | 1:42.795 |
| Vrije training 2 | 2   | 7  | Kimi Räikkönen   | Ferrari              | 1:42.864 |
| Vrije training 2 | 3   | 33 | Max Verstappen   | Red Bull-TAG Heuer   | 1:42.911 |
| Vrije training 2 | 4   | 77 | Valtteri Bottas  | Mercedes             | 1:43.570 |
| Vrije training 2 | 5   | 44 | Lewis Hamilton   | Mercedes             | 1:43.603 |
| Vrije training 3 | Pos | No | Coureur          | Constructeur         | Tijd     |
| Vrije training 3 | 1   | 5  | Sebastian Vettel | Ferrari              | 1:43.091 |
| Vrije training 3 | 2   | 44 | Lewis Hamilton   | Mercedes             | 1:43.452 |
| Vrije training 3 | 3   | 7  | Kimi Räikkönen   | Ferrari              | 1:43.493 |
| Vrije training 3 | 4   | 33 | Max Verstappen   | Red Bull-TAG Heuer   | 1:43.519 |
| Vrije training 3 | 5   | 77 | Valtteri Bottas  | Mercedes             | 1:43.569 |

## Kwalificatie
Sebastian Vettel behaalde voor Ferrari zijn derde pole position van het seizoen. De Mercedes-coureurs Lewis Hamilton en Valtteri Bottas kwalificeerden zich als tweede en derde, voor het Red Bull-duo Daniel Ricciardo en Max Verstappen. Ferrari-rijder Kimi Räikkönen zette aan het eind van de kwalificatie de snelste tijden in de eerste twee sectoren, maar in de laatste bocht maakte hij een fout en wist zijn tijd niet te verbeteren, waardoor hij zesde werd. Esteban Ocon en Sergio Pérez werden voor Force India zevende en achtste en de Renault-coureurs Nico Hülkenberg en Carlos Sainz jr. maakten de top 10 compleet.
Nico Hülkenberg kreeg na afloop van de kwalificatie een straf van vijf startplaatsen omdat hij zijn versnellingsbak moest wisselen.

### Kwalificatie-uitslag
| Pos                 | No | Coureur           | Constructeur         | Q1        | Q2       | Q3       | Grid |
| ------------------- | -- | ----------------- | -------------------- | --------- | -------- | -------- | ---- |
| 1                   | 5  | Sebastian Vettel  | Ferrari              | 1:42.762  | 1:43.015 | 1:41.498 | 1    |
| 2                   | 44 | Lewis Hamilton    | Mercedes             | 1:42.693  | 1:42.676 | 1:41.677 | 2    |
| 3                   | 77 | Valtteri Bottas   | Mercedes             | 1:43.355  | 1:42.679 | 1:41.837 | 3    |
| 4                   | 3  | Daniel Ricciardo  | Red Bull-TAG Heuer   | 1:42.857  | 1:43.482 | 1:41.911 | 4    |
| 5                   | 33 | Max Verstappen    | Red Bull-TAG Heuer   | 1:42.642  | 1:42.901 | 1:41.994 | 5    |
| 6                   | 7  | Kimi Räikkönen    | Ferrari              | 1:42.538  | 1:42.510 | 1:42.490 | 6    |
| 7                   | 31 | Esteban Ocon      | Force India-Mercedes | 1:43.021  | 1:42.967 | 1:42.523 | 7    |
| 8                   | 11 | Sergio Pérez      | Force India-Mercedes | 1:43.992  | 1:43.366 | 1:42.547 | 8    |
| 9                   | 27 | Nico Hülkenberg   | Renault              | 1:43.746  | 1:43.232 | 1:43.066 | 14   |
| 10                  | 55 | Carlos Sainz jr.  | Renault              | 1:43.426  | 1:43.464 | 1:43.351 | 9    |
| 11                  | 18 | Lance Stroll      | Williams-Mercedes    | 1:44.359  | 1:43.585 |          | 10   |
| 12                  | 35 | Sergej Sirotkin   | Williams-Mercedes    | 1:44.261  | 1:43.886 |          | 11   |
| 13                  | 14 | Fernando Alonso   | McLaren-Renault      | 1:44.010  | 1:44.019 |          | 12   |
| 14                  | 16 | Charles Leclerc   | Sauber-Ferrari       | 1:43.752  | 1:44.074 |          | 13   |
| 15                  | 20 | Kevin Magnussen   | Haas-Ferrari         | 1:43.674  | 1:44.759 |          | 15   |
| 16                  | 2  | Stoffel Vandoorne | McLaren-Renault      | 1:44.489  |          |          | 16   |
| 17                  | 10 | Pierre Gasly      | Toro Rosso-Honda     | 1:44.496  |          |          | 17   |
| 18                  | 9  | Marcus Ericsson   | Sauber-Ferrari       | 1:45.541  |          |          | 18   |
| 107% tijd: 1:49.715 |    |                   |                      |           |          |          |      |
| 19                  | 28 | Brendon Hartley   | Toro Rosso-Honda     | 1:57.354  |          |          | 19   |
| 20                  | 8  | Romain Grosjean   | Haas-Ferrari         | geen tijd |          |          | 20   |

## Wedstrijd
De race werd gewonnen door Lewis Hamilton, die profiteerde van het feit dat zijn teamgenoot Valtteri Bottas drie ronden voor het eind van de race een lekke band kreeg en niet aan de finish kwam. Voorafgaand aan deze slotfase was er een lange safetycarfase, die werd veroorzaakt doordat Red Bull-coureurs Max Verstappen en Daniel Ricciardo met elkaar in aanraking kwamen, waardoor zij beiden uitvielen. Tijdens deze safetycarfase reed Haas-coureur Romain Grosjean tegen de muur, waardoor de safetycar langer moest blijven rijden. Kimi Räikkönen werd tweede, voor Sergio Pérez, die zijn eerste podiumplaats in twee jaar behaalde. Pérez passeerde drie ronden voor het einde van de race Sebastian Vettel, die als gevolg hiervan als vierde finishte. Carlos Sainz jr. eindigde op de vijfde plaats, voor Sauber-coureur Charles Leclerc, die met een zesde plaats de eerste punten van zijn Formule 1-carrière behaalde. Fernando Alonso werd voor McLaren zevende, terwijl Lance Stroll met een achtste plaats de eerste punten van het seizoen behaalde voor Williams. De top 10 werd afgesloten door Stoffel Vandoorne en Toro Rosso-coureur Brendon Hartley, die hiermee het eerste punt in zijn Formule 1-carrière behaalde.

### Race-uitslag
| Pos. | No. | Coureur           | Constructeur         | Rondes | Tijd/Oorzaak uitval | Grid | Punten |
| ---- | --- | ----------------- | -------------------- | ------ | ------------------- | ---- | ------ |
| 1    | 44  | Lewis Hamilton    | Mercedes             | 51     | 1:43:44.291         | 2    | 25     |
| 2    | 7   | Kimi Räikkönen    | Ferrari              | 51     | +2.460              | 6    | 18     |
| 3    | 11  | Sergio Pérez      | Force India-Mercedes | 51     | +4.024              | 8    | 15     |
| 4    | 5   | Sebastian Vettel  | Ferrari              | 51     | +5.329              | 1    | 12     |
| 5    | 55  | Carlos Sainz jr.  | Renault              | 51     | +7.515              | 9    | 10     |
| 6    | 16  | Charles Leclerc   | Sauber-Ferrari       | 51     | +9.158              | 13   | 8      |
| 7    | 14  | Fernando Alonso   | McLaren-Renault      | 51     | +10.931             | 12   | 6      |
| 8    | 18  | Lance Stroll      | Williams-Mercedes    | 51     | +12.546             | 10   | 4      |
| 9    | 2   | Stoffel Vandoorne | McLaren-Renault      | 51     | +14.152             | 16   | 2      |
| 10   | 28  | Brendon Hartley   | Toro Rosso-Honda     | 51     | +18.030             | 19   | 1      |
| 11   | 9   | Marcus Ericsson   | Sauber-Ferrari       | 51     | +18.512             | 18   |        |
| 12   | 10  | Pierre Gasly      | Toro Rosso-Honda     | 51     | +24.720             | 17   |        |
| 13   | 20  | Kevin Magnussen   | Haas-Ferrari         | 51     | +40.663             | 15   |        |
| 14   | 77  | Valtteri Bottas   | Mercedes             | 48     | lekke band          | 3    |        |
| DNF  | 8   | Romain Grosjean   | Haas-Ferrari         | 42     | botsing             | 20   |        |
| DNF  | 33  | Max Verstappen    | Red Bull-TAG Heuer   | 39     | botsing             | 5    |        |
| DNF  | 3   | Daniel Ricciardo  | Red Bull-TAG Heuer   | 39     | botsing             | 4    |        |
| DNF  | 27  | Nico Hülkenberg   | Renault              | 10     | botsing             | 14   |        |
| DNF  | 31  | Esteban Ocon      | Force India-Mercedes | 0      | botsing             | 7    |        |
| DNF  | 35  | Sergej Sirotkin   | Williams-Mercedes    | 0      | botsing             | 11   |        |

## Tussenstanden wereldkampioenschap
Betreft tussenstanden voor het wereldkampioenschap na afloop van de race.

### Coureurs
| Positie | No. | Rijder           | Team                 | Punten |
| ------- | --- | ---------------- | -------------------- | ------ |
| 01      | 44  | Lewis Hamilton   | Mercedes             | 70     |
| 02      | 5   | Sebastian Vettel | Ferrari              | 66     |
| 03      | 7   | Kimi Räikkönen   | Ferrari              | 48     |
| 04      | 77  | Valtteri Bottas  | Mercedes             | 40     |
| 05      | 3   | Daniel Ricciardo | Red Bull-TAG Heuer   | 37     |
| 06      | 14  | Fernando Alonso  | McLaren-Renault      | 28     |
| 07      | 27  | Nico Hülkenberg  | Renault              | 22     |
| 08      | 33  | Max Verstappen   | Red Bull-TAG Heuer   | 18     |
| 09      | 11  | Sergio Pérez     | Force India-Mercedes | 15     |
| 10      | 55  | Carlos Sainz jr. | Renault              | 13     |

### Constructeurs
| Positie | Team                 | Punten |
| ------- | -------------------- | ------ |
| 01      | Ferrari              | 114    |
| 02      | Mercedes             | 110    |
| 03      | Red Bull-TAG Heuer   | 55     |
| 04      | McLaren-Renault      | 36     |
| 05      | Renault              | 35     |
| 06      | Force India-Mercedes | 16     |
| 07      | Toro Rosso-Honda     | 13     |
| 08      | Haas-Ferrari         | 11     |
| 09      | Sauber-Ferrari       | 10     |
| 10      | Williams-Mercedes    | 4      |